# HMS M20
HMS M 20 är en svensk minsvepare som byggdes 1941 i en serie på 12 fartyg. (M 15-M 26).

## Historik
Minsveparen M 20 beställdes, byggdes och levererades 1941 för att öka det svenska skyddet mot minor. M-båtarna (Minsvepare Mindre) ritades av Jac Iverssens konstruktionsbyrå med en tänkt livslängd om 10–15 år. 40-båtarna (syftande på beställningsåret) var förhållandevis lika föregångarna M 3–M 14. Då konstruktionen var klar, lades beställningar ut på privata varv, eftersom örlogsvarven var överbelastade. Varven hade kunskap och material att bygga träfartyg upp till 30 meter i längd, bland annat med erfarenhet av fiskefartyg i denna storleksklass och lustjakter till privatpersoner. En myt är att fartygen byggdes i trä för att göra dem omagnetiska och minska riken för magnetminor. Men när fartygen byggdes var inte hotet från magnetminor överhängande. Orsaken till bygga fartygen i trä var helt enkelt tillgången till material och varvskapacitet. De större varven som byggde fartyg var under andra världskriget upptagna med att bygga örlogsfartyg i stål. 
Ritningarna föreskrev Hondurasmahogny som bordläggning på tätt sittande stålspant med bordläggning i Oregon Pine. M 15 - M 26 levererades inom ett år, det vill säga cirka hösten 1941. Den senast sjösatta (M 19) byggdes av Neglingevarvet och stod färdig i maj 1942, även om det blev problem med leveranserna av mahogny. Neglingevarvet byggde totalt tre fartyg i klassen. Efter sjösättningen användes fartygen fram till 2000-talet. 

## Museifartyget M 20
Minsveparen M 20 är bevarad som ett sjögående museifartyg, ägd av Sjöhistoriska museet men förvaltas och drivs sedan 2005 av Föreningen M 20. Fartyget är ett traditionsfartyg och k-märkt samt klassat som arbetslivsmuseum. Hemmahamn är Sjöhistoriskas Fartygspir, Galärvarvet, Djurgården i Stockholm.

## Galleri

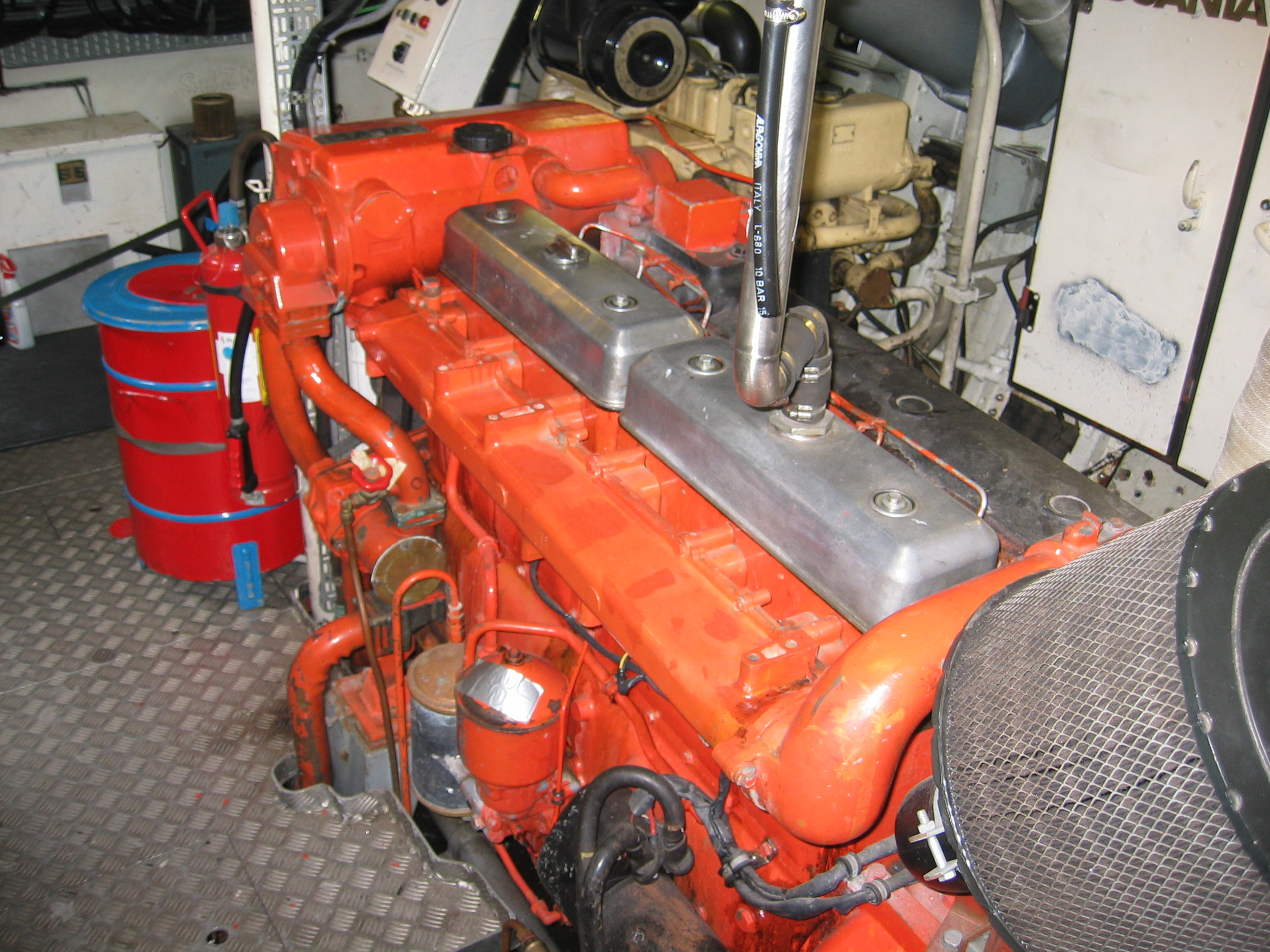
Maskinrummet.
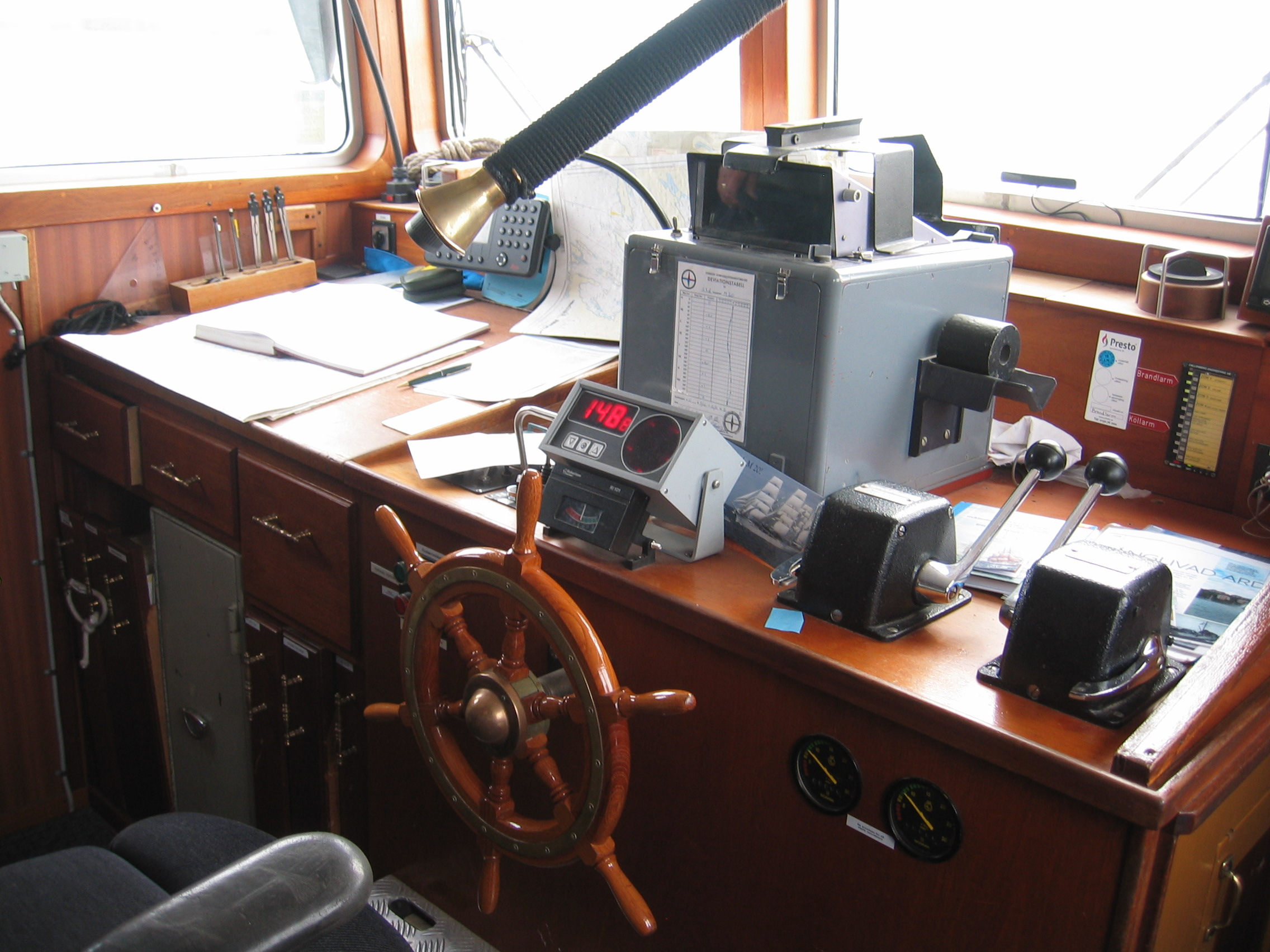
Styrhytten.
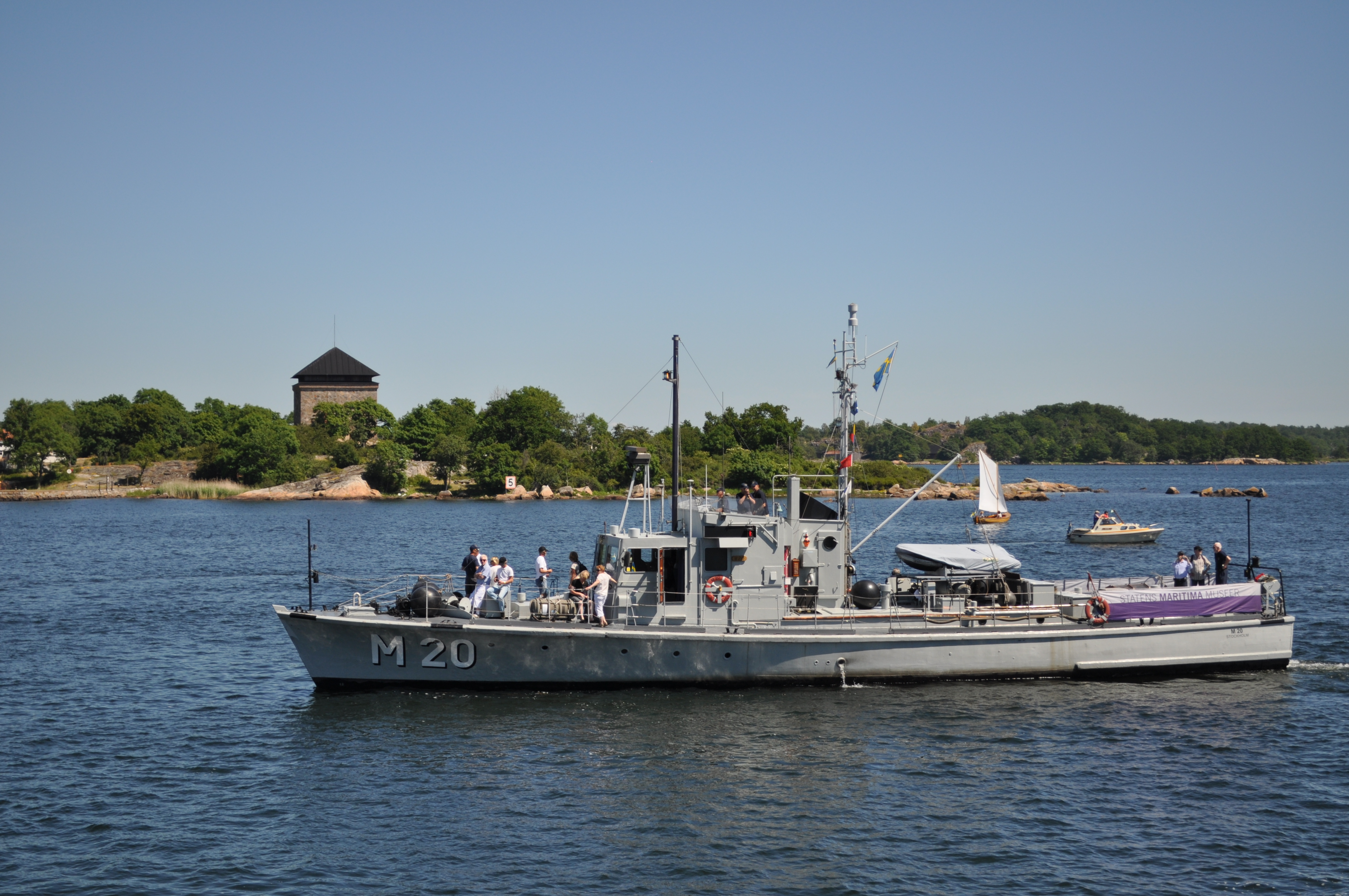